# Friedrich Hermann Otto Danneil
Friedrich Hermann Otto Danneil (* 28. Mai 1826 in Salzwedel; † 12. Mai 1908 in Bad Elmen) war ein deutscher Kultur- und Kirchenhistoriker, Pädagoge und evangelischer Pfarrer.

## Leben
Seine Eltern waren der Prähistoriker Johann Friedrich Danneil († 1868) und dessen zweite Ehefrau Wilhelmine von Voß († 1859).
Danneil legte sein Abitur am Gymnasium seiner Geburtsstadt Salzwedel ab. Von 1846 bis 1848 studierte er Evangelische Theologie in Halle (Saale) und wechselte 1848 nach Berlin, um dort sein Studium zu beenden. Nach seinem Militärdienst und der zweiten theologischer Prüfung wurde er 1853 Probekandidat und später ordentlicher Lehrer am Pädagogium des Klosters Unser Lieben Frauen in Magdeburg. An der Universität Jena promovierte er zum Dr. phil. 1860 übernahm Danneil das Pfarramt in Niederndodeleben und 1887 das Pfarramt in Jersleben. Gesundheitliche Probleme führten 1900 zur Versetzung in den Ruhestand.

## Leistungen als Kirchenhistoriker und Heimatforscher
Neben seiner Tätigkeit als Seelsorger widmete er sich den sozialen Problemen seiner Gemeinden und wandte sich der Kulturgeschichte des Magdeburger Bauernstandes zu. Er veröffentlichte dazu Artikel in der Zeitschrift Geschichtsblätter für Stadt und Land Magdeburg vom Verein für die Geschichte und Alterthumskunde des Herzogthums und Erzstifts Magdeburg, den August Winter Ende 1866 gegründet hatte. Bereits im Jahre 1864 veröffentlichte Danneil die Protokolle der ersten lutherischen General-Kirchen-Visitation im Erzstifte Magdeburg anno 1562–1564 in drei Heften im Selbstverlag.

## Veröffentlichungen (Auswahl)
- Protokolle der ersten lutherischen General-Kirchen-Visitation im Erzstifte Magdeburg anno 1562–1564. Magdeburg 1864.
Heft 1: Städte im Holzkreise, Heft 2: Die Flecken und Dörfer im Holzkreise. Digitalisat, Heft 3: Die Städte und Dörfer im Lande Jerichow.
- Zur Geschichte der ständischen und bäuerlichen Verhältnisse im Magdeburgischen, namentlich des Dorfes Niederndodeleben von 1200–1400, in: Geschichtsblätter für Stadt und Land Magdeburg 3, 1868, S. 117–152, 237–275 Digitalisat
- Eine alte Magdeburgische Kirchenordnung vom Jahre 1400 ca. In: Geschichtsblätter für Stadt und Land Magdeburg 6, 1871, S. 321–354, 490–515 Digitalisat und 7, 1872, 56–76 Digitalisat
- Beitrag zur Geschichte des Magdeburgischen Bauernstandes., 2 Bände, Halle 1896, Digitalisat
- Zur Ehre des Magdeburger Bauernstandes. In: Mitteilungen des Vereins für Erdkunde zu Halle 25, 1901. S. 48–52, Digitalisat
- Heinrich Danneil (Hrsg.), Niederndodeleben. Aus tausend Jahren. 1937